# زهري مستوطن
مرض الزهري المستوطن أو بنتا (بالإنجليزي: Pinta) من الأمراض الجلدية المستوطنة في المكسيك وأمريكا الوسطى وأمريكا الجنوبية، تسببه البكتيريا اللولبية، تحديداً البكتيريا اللولبية الشاحبة.

## انتقال المرض
ينتقل مرض الزهري المستوطن عن طريق ملامسة المصابين، وتظهر أعراضه بعد فترة الحضانة، أي ما بين أسبوعين إلى ثلاثة أسابيع على شكل بقع في الجلد؛ ومع تطور المرض يحدث تضخم للغدد اللمفاوية. وفي مراحل متقدمة بعد مضي 5-9 أشهر تظهر قشور وبقع داكنة في جميع أنحاء الجسم.

## التشخيص والعلاج
يتم تشخيص مرض الزهري المستوطن:
• بتحليل مصل المريض ومن هذه التحاليل راجنة بلازمية سريعة وتحليل تراص جسيمات الولبية الشاحبة
•	أخذ عينة من الجلد وفحصها بواسطة مجهر الحقل المظلم الذي يمكن من خلاله رؤية البكتيريا الحلزونية

### العلاج
يمكن علاجه بالبنسلين، تتراسيكلين أو كلورامفينيكول.